# 矢口謙斎
矢口謙斎（やぐち けんさい、文化14年（1817年） - 明治12年（1879年）6月）は幕末の幕臣。名は正浩。通称は清三郎、後に浩一郎。本庄藩森田家に生まれ、幕臣矢口家の養子となった後、江戸昌平黌、甲府徽典館、長崎奉行等に勤めた。幕府滅亡後箱館に向かうも参戦の機会を逃し、官軍に投降して竹田に移送された。晩年は静岡県下足洗村に私塾を営んだ。

## 生涯

### 江戸時代
文化14年（1817年）、武蔵国本庄藩（埼玉県本庄市）森田家に生まれた。幼少時は画を学んだが、天保4年（1833年）、江戸幕府徒士矢口家の養子となり、画業を捨てて近所の幕臣曽根得斎に古文辞学を学んだ。
数年後、林家に入門して朱子学を学び、天保14年（1843年）昌平黌の試験に合格して教授方となり、岩瀬忠震、永井尚志等と交わった。嘉永5年（1852年）甲府徽典館教頭に抜擢された。後に普請役に転じ、慶応末年監察を勤めた。また安政年間、竹内保徳に従って樺太に渡った。

### 明治時代
明治元年（1868年）幕府が滅亡し、戊辰戦争が勃発すると、幕府方として永井尚志等と開陽丸で箱館に向かったが、明治2年（1869年）夏病に罹り、川汲温泉で療養中、五稜郭の戦いでの敗戦を知り、敵軍に投降、投獄された。
豊後国竹田に移送されて1年後に釈放された。近藤喜則が明治二年に山梨で設立した私塾蒙軒学舎で教鞭をしばらく取った。その後、駿河国静岡藩に仕えた。廃藩置県後、静岡県下足洗村（静岡市葵区千代田）に帰農し、剃髪して漢学塾を開いた。明治8年（1875年）頃、甲斐国、信濃国を回って東京を訪れ、林靏梁に会った。明治12年（1879年）6月、下足洗村の家塾で病没した。墓所は静岡市葵区沓谷蓮永寺。
妻は先に死去、長女辰は和歌をよくし、男子泰は十数年後遠江国で客死した。